# Diatrype
Diatrype es un género de hongo tipo costra en la familia Diatrypaceae. Es un género con una distribución amplia que contiene 59 especies.